# Dianthus trifasciculatus
Dianthus trifasciculatus är en nejlikväxtart. Dianthus trifasciculatus ingår i släktet nejlikor, och familjen nejlikväxter.

## Underarter
Arten delas in i följande underarter:
- D. t. parviflorus
- D. t. pseudobarbatus
- D. t. trifasciculatus